# K'inich Kan B'ahlam II
K'inich Kan B'ahlam II, conosciuto anche come Chan Bahlum (Palenque, 23 maggio 635 – Palenque, 20 febbraio 702), è stato re di Palenque.

## Ascesa al trono e primi anni di regno
Figlio del celebre K'inich Janaab' Pakal, K'inich Kan B'ahlam II dovette attendere a lungo per accedere al trono paterno. L'eccezionale longevità del padre lo fece diventare quasi un anziano per l'epoca. Erano infatti trascorsi 48 anni tra la sua nascita e il "k'al sakhu'n tub'aah" (legare la bianca benda reale sulla sua fronte). A K'inich Kan B'ahlam II toccò l'onore di apportare gli ultimi ritocchi al mausoleo paterno. Questo fu l'inizio di una straordinaria campagna architettonica ed artistica che si sprigionò dopo tanti anni d'attesa.

## Il Mecenate Guerriero
K'inich Kan B'ahlam II non fu solo un grande mecenate che donò alla sua città quei monumenti che la rendono ancor oggi famosa, ma anche un abile condottiero. Solo un paio di generazioni prima Palenque era stata sconfitta dalla possente Calakmul. K'inich Janaab' Pakal era riuscito a contenere i danni e poi anche a conquistare di nuovo territori di rilievo strategico. Suo figlio fece l'inverosimile: attaccò, sconfisse e catturò il sovrano di Toniná, l'acerrima ed eterna rivale di Palenque. Molte furono la conquiste anche nella zona del fiume Usumacinta, come per esempio Anaite'. I dominii di Palenque raggiungevano ora dimensioni mai viste prima e in proporzione anche la ricchezza e la fastosità della città crebbero notevolmente. 
Ovviamente a tante vittorie si associarono invidie e desiderio di rivalsa e rivincita tra i sovrani degli stati sconfitti. Tra essi spiccava nella città rivale di Toniná il giovane K'inich B'aaknal Chaak, per il quale la vendetta contro Palenque sarebbe stata una ossessione, una vera e propria ragione di vita.